# Laudelino Mejías
Laudelino Mejías (Trujillo, estado Trujillo, el 29 de agosto de 1893-Caracas, Distrito Capital el 30 de noviembre de 1963) fue un músico y compositor venezolano. Entre todas sus composiciones se le reconoce como el autor de "Conticinio", pieza importante dentro del repertorio venezolano.

## Biografía
Mejías, huérfano desde temprana edad, reconoció su vocación musical como espectador de músicos de retreta. Estudió el clarinete, instrumento que tocó en bandas durante su adolescencia, y a pesar de haber recibido ofertas para especializarse en el exterior, optó por quedarse en el país para cuidar de su abuela, quien se había encargado de él tras la muerte de sus padres. 
En 1911 fue nombrado subdirector de la Banda Filarmónica fundada por el clérigo español Esteban Razquin, de la cual fue director a partir de 1916. En 1922 se instaló en Valera como director de la Banda Lamas, y ese mismo año compuso dos de sus valses más famosos: "Mirando al Lago", inspirado en el Lago de Maracaibo, y "Conticinio", vals que le dio fama internacional y que fue inspirado en la nostalgia por el estado Trujillo. Más tarde vivió en Ciudad Bolívar, donde estuvo a cargo de la banda del estado por tres años. 
Durante su carrera Mejías recibió numerosos galardones por su extensa y variada obra musical, entre las que se cuentan "Alma de mi Pueblo" y el "Himno a la Victoria". La Academia de la Música de Roma le otorgó el título de "Maestro Académico Honoris Causa" y fue honrado en vida con su propia estatua, que hoy engalanan la Municipalidad de la capital del Estado Trujillo.

## Obras

### Poemas Sinfónicos
- “Trujillo”
- “Mirabel”

### Valses
- “Silencio Corazón”
- “Alma de mi Pueblo”
- “Canto a mis Montañas”
- “Conticinio”
- “Imposible”
- “En las horas”
- “Mirando al Lago”
- “Merceditas”
- “Despertando”
- “Isabel”
- “Amaneciendo”
- “La voz del corazón”
- “Anocheciendo”
- “Trujillo”
- “Noche de Luna”
- “Déjame Soñar”

### Pasodobles
- “Cielo Andino”
- “Murmullos del Castán”
- “De Trujillo a Boconó”
- “La Negra Malcriada”
- “El Mocho Leopoldo”